# Alex Jennings
Alexander „Alex“ Jennings (* 10. Mai 1957 in Essex, England) ist ein britischer Schauspieler. Er ist der einzige Schauspieler, der Olivier Awards in den Kategorien Drama, Musical und Comedy gewonnen hat.

## Leben
Alex Jennings wurde in Essex als Sohn von Peggy Patricia, geb. Mahoney, und Michael Thomas Jennings geboren. Er besuchte die Abbs Cross Technical High School in Hornchurch und studierte anschließend Englisch und Theaterwissenschaften an der University of Warwick, wo er 1978 seinen Abschluss machte. Außerdem absolvierte er für zwei Jahre eine Schauspielausbildung an der Bristol Old Vic Theatre School.
Er ist verheiratet und hat zwei Kinder.

## Karriere

### Theater
Alex Jennings begann seine Karriere in regionalen Repertoiretheatern, wo er 1985 mehrere Rollen spielte, unter anderem den Maximilien Robespierre in The Scarlet Pimpernel. Während dieser Produktion traf Jennings den Regisseur Nicholas Hytner und hat seitdem oft mit ihm zusammengearbeitet. Für seine Darstellung des Gloumov in Eine Dummheit macht auch der Gescheiteste im Old Vic Theatre gewann er 1988 den Olivier Award in der Kategorie Comedy. Im darauffolgenden Jahr war er in der gleichen Kategorie für seine Darstellung des Dorante in Der Lügner nominiert.
Jennings spielte mehrfach am Royal National Theatre, unter anderem den Leontes in Das Wintermärchen und die Titelrolle in Albert Speer. Seine Engagements an der Royal Shakespeare Company beinhalten die Titelrolle in Peer Gynt (wofür er den Olivier Award als Bester Schauspieler gewonnen hat), die Titelrolle in Richard II., Theseus/Oberon in Ein Sommernachtstraum, Angelo in Maß für Maß und die Titelrolle in Hamlet.
2002 trat er in der Wiederaufnahme von My Fair Lady von Cameron Mackintosh und Trevor Nunn am Theatre Royal, Drury Lane und gewann einen Olivier Award als Bester Schauspieler in einem Musical. Zudem wurde er Associate Artist der Royal Shakespeare Company. Am National Theatre spielte er 2007 Garry Essendine in Noël Cowards Present Laughter, sowie 2011 Michail Bulgakow in Collaborators. 2014 spielte er die Rolle des Willy Wonka in Charlie and the Chocolate Factory the Musical, 2016 nahm er die Rolle des Professor Henry Higgins in der australischen Jubiläumsproduktion von My Fair Lady wieder auf, unter der Regie von Julie Andrews.

### Film
Jennings spielte unter anderem an der Seite Helen Mirrens Prince Charles im Film Die Queen von Stephen Frears. Außerdem hatte er Rollen in War Requiem, in Ein Sommernachtstraum in der Filmversion der RSC, in The Wings of the Dove, Joseph and the Amazing Technicolor Dreamcoat, Die vier Federn und The Lady in the Van.

### Fernsehen
Im Fernsehen trat Jennings unter anderem in Die Schattenmacht –The State Within, Smiley's People, The Franchise Affair, Inspektor Morse, Mordkommission Oxford, Lewis – Der Oxford Krimi, Alfonso Bonzo, Ashenden, Der Club der toten Dichter, Inspector Alleyn, Hard Times, Bad Blood, sowie in Peter Ackroyds London auf.
2007 spielte er Rev Hutton in der BBC-Serie Cranford. Zudem spielte er John Le Mesurier im BBC-Drama Hancock and Joan und trat 2009 in The Habit of Art als Benjamin Britten auf. 2010 spielte er Captain Shipshape in der CBeebies-Serie Grandpa In My Pocket und spielte im Film Dido Elizabeth Belle mit. Danach spielte er Henry Tizard in Castles in the Sky.
Von 2011 bis 2014 spielte Jennings Alan Cowdrey QC in dem BBC-One-Drama Silk. Außerdem übernahm er in den ersten beiden Staffeln der Netflix-Serie The Crown die Rolle des Edward, Duke of Windsor, sowie die des Leopold I., König der Belgier in der ITV-Serie Victoria. 2018 spielte er den Lib Dem-MP Peter Bessell in A Very English Scandal, einer Miniserie über die Jeremy-Thorpe-Affäre.

### Oper
Alex Jennings debütierte 2008 an der English National Opera in Robert Carsens Produktion von Bernsteins Candide, worin er Voltaire und Dr. Pangloss spielte.

### Hörbuch und Erzählungen
Jennings hat die Hörbuchversionen der Bücher Der Ritt nach Narnia, Jenseits des schweigenden Sterns und Perelandra von C.S. Lewis, 20.000 Meilen unter dem Meer von Jules Verne und Attention All Shipping von Charlie Connelly aufgenommen. Das letzte wurde im Juni 2008 als eins der Top 40 Hörbücher aller Zeit gewählt. 2006 nahm er eine Kurzfassung von A Spot of Bother von Mark Haddon auf. Er ist außerdem ein regelmäßiger Erzähler bei BBC Radio 4's Book at Bedtime.
Er war zudem ein Mitglied der Radio Drama Company der BBC.

## Auszeichnungen
Jennings hat drei Olivier Awards gewonnen:
- 1988: Eine Dummheit macht auch der Gescheiteste – Olivier Award für die Beste Comedy Performance
- 1996: Peer Gynt von Henrik Ibsen – Olivier Award als Bester Schauspieler
- 2003: My Fair Lady, als Henry Higgins – Olivier Award als Bester Schauspieler in einem Musical

## Filmografie

### Theater
- 1985: The Scarlet Pimpernel am Her Majesty’s Theatre
- 1987–1988: Maß für Maß von William Shakespeare bei der Royal Shakespeare Company als Lucio
- 1988: Eine Dummheit macht auch der Gescheiteste am Old Vic Theatre in London
- 1988: The Country Wife am Royal Exchange, Manchester
- 1989: Ghetto am National Theatre als Kittel
- 1990: Die Wildente bei der Peter Hall Company als Hjalmar Ekdal
- 1990: The Liars am Old Vic Theatre in London als Dorante
- 1990: Richard II von William Shakespeare bei der Royal Shakespeare Company als Richard II
- 1992: The Recruiting Officer am National Theatre als Captain Plume
- 1993: The Importance of Being Earnest am AldwychTheatre als John Worthing
- 1994: Peer Gynt von Henrik Ibsen bei der Royal Shakespeare Company als Peer Gynt
- 1994–1995: Maß für Maß von William Shakespeare bei der Royal Shakespeare Company als Angelo
- 1996: Easter Bonnet Competition am Palace Theatre in New York City
- 1996: Ein Sommernachtstraum von William Shakespeare als Oberon und Theseus
  - März 1996 bis Mai 1996: Lunt-Fontanne Theatre am Broadway in New York City
- Hyde Park bei der Royal Shakespeare Company
- Der Widerspenstigen Zähmung von William Shakespeare bei der Royal Shakespeare Company
- 1997: Hamlet von William Shakespeare bei der Royal Shakespeare Company als Hamlet
  - Mai 1997 bis Juni 1998: Produktionen im Vereinigten Königreich und den USA
- 2000: Albert Speer am Lyttelton Theatre in London
- 2001: Das Wintermärchen am Royal National Theatre in New York City
- 2001: The Relapse am Royal National Theatre in New York City
- 2001: My Fair Lady am Royal National Theatre als Professor Henry Higgins
- 2003: Brand am Theatre Royal Haymarket in London
- 2009: The Habit of Art von Alan Bennett am National Theatre of Great Britain als Henry
  - November 2009 bis September 2010: Lyttelton Theatre in London
- 2011: Collaborators von John Hodge am National Theatre of Great Britain als Michail Bulgakow
  - Oktober 2011 bis Juni 2012: Cottesloe Theatre in London
- 2012: Hymn von Alan Bennett am National Theatre of Great Britain
  - November 2012 bis März 2013: Lyttelton Theatre in London
- 2012: Cocktail Sticks von Alan Bennett am National Theatre of Great Britain
  - Dezember 2012 bis März 2013: Lyttelton Theatre in London
- 2013: Charlie and the Chocolate Factory von Roald Dahl als Willy Wonka
  - Mai 2014 bis Mai 2015: Theatre Royal Drury Lane in London
- 2016: My Fair Lady am Sydney Opera House als Professor Henry Higgins
- 2019: Hansard am Lyttelton Theatre in London, als Robin Hesketh

### Theater (verfilmt)
- 1999: Joseph and the Amazing Technicolor Dreamcoat als Butler
- 2010: National Theatre Live: The Habit of Art als Henry / Benjamin Britten
- 2011: National Theatre Live: Collaborators als Michail Bulgakow
- 2013: National Theatre Live: 50 Years on Stage als Henry Higgins
- 2019: National Theatre Live: Hansard als Robin Hesketh

### Film
- 1989: War Requiem als Blinded Soldier
- 1996: Ein Sommernachtstraum als Theseus / Oberon
- 1997: The Wings of the Dove als Lord Mark
- 2002: Die vier Federn als Colonel Hamilton
- 2004: Five Children and It als Father
- 2004: Bridget Jones – Am Rande des Wahnsinns als Horatio
- 2006: Babel als Ken Clifford
- 2006: Die Queen als Prince Charles
- 2008: The Disappeared als Adrian Ballan
- 2010: Words of the Blitz als George Orwell
- 2013: Trap for Cinderella als Chance
- 2013: Dido Elizabeth Belle als Lord Ashford
- 2014: Castles in the Sky als Henry Tizard
- 2015: The Lady in the Van als Alan Bennett
- 2016: Verleugnung als Sir Charles Gray
- 2020: Mangrove
- 2021: Denen man vergibt (The Forgiven)
- 2021: München – Im Angesicht des Krieges (Munich: The Edge of War)
- 2022: Weihnachten bei dir oder bei mir? (Your Christmas or Mine?)
- 2024: Blitz

### Mini-Serien und TV-Filme
- 1982: Smiley's People (TV Mini-Serie) als P.C. Hall (eine Episode)
- 1991: Ashenden (TV Mini-Serie) als John Ashenden
- 1991: Bye Bye Columbus (TV-Film) als King Ferdinand
- 1994: Hard Times (TV Mini-Serie) als Bitzer (eine Episode)
- 1997: Liberty! The American Revolution (TV Mini-Serie) als King George III
- 1999: The Hunley (TV-Film) als Lt. Alexander
- 2001: Bad Blood (TV-Film) als Joe Harker
- 2002: Great Britons (TV Mini-Serie/Dokumentation) als Winston Churchill (Stimme)
- 2004: London (TV-Film) als Stephen Spender
- 2005: A Very Social Secretary (TV-Film) als Alastair Campbell
- 2005: Riot at the Rite (TV-Film) als Sergei Diaghilev
- 2008: Fairy Tales (TV Mini-Serie) als Roger Bateman (eine Episode")
- 2008: Hancock & Joan (TV-Film) als John Le Mesurier
- 2008: The 39 Steps (TV-Film) als Captain Kell
- 2009: The Last Days of Lehman Brothers (TV-Film) als Timothy 'Tim' Geithner
- 2010: On Expenses (TV-Film) als Andrew Walker
- 2012: We'll Take Manhattan (TV-Film) als John Parsons
- 2013: The Lady Vanishes (TV-Film) als The Professor
- 2015: Churchill's Secret (TV-Film) als Anthony Eden
- 2018: A Very English Scandal (Miniserie) als Peter Bessell (drei Episoden)
- 2024: Unschuldig – Mr. Bates gegen die Post (Mr Bates vs the Post Office, Miniserie)

### Fernsehen
- 1986: Kit Curran als PC Woods (eine Episode)
- 1988: The Franchise Affair als Nevil Bennet
- 1989: The Return of Shelley als Jeremy (eine Episode)
- 1990: Inspektor Morse, Mordkommission Oxford (Inspector Morse; als Victor Preece, eine Episode)
- 1990: Alfonso Bonzo als Alfonso Bonzo
- 1992: Screenplay als Byron (eine Episode)
- 1993: Alleyn Mysteries als Sebastian Parish (eine Episode)
- 2000: Too Much Sun als Julian Edgbaston-Bowles
- 2005: Mit offenen Karten (Agatha Christie’s Poirot;  Episode: Cards on the Table)
- 2006: Spooks – Im Visier des MI5 als James Allan (eine Episode)
- 2006: Die Schattenmacht – The State Within als James Sinclair
- 2007: Waking the Dead – Im Auftrag der Toten als James Andrews
- 2008: 10 Days to War als Vincent (ein Episode)
- 2009: Agatha Christie's Marple als Inspector Curry (ein Episode)
- 2007–2009: Cranford als Reverend Hutton / The Rev Hutton
- 2010: Masterpiece Classic als Captain Kell (eine Episode)
- 2010: Grandpa in My Pocket als Captain Shipshape (eine Episode)
- 2009–2010: Whitechapel als Commander Anderson
- 2012: Being Human als Griffin (eine Episode)
- 2012: Lewis – Der Oxford Krimi als Rev Conor Hawes (eine Episode)
- 2012: New Tricks – Die Krimispezialisten als Professor Blake (eine Episode)
- 2011–2014: Silk – Roben aus Seide als Alan Cowdrey, QC
- 2015: Foyle's War als Clive Ord-Smith (eine Episode)
- 2016–2019: Victoria als König Leopold I.
- 2016–2017: The Crown als Edward, Duke of Windsor
- 2017: The Halcyon als Lord Hamilton (Gastauftritt, eine Episode)
- 2018: Unforgotten als Tim Finch
- 2019: Gold Digger als Ted
- 2022: This Is Going to Hurt als Nigel Lockhart